# Faial da Terra
Faial da Terra ist eine portugiesische Gemeinde (Freguesia) im Kreis (Município) Povoação auf der Azoren-Insel São Miguel. In ihr leben 342 Einwohner (Stand 19. April 2021).